# 倭文西村
倭文西村（しとりにしそん）は、岡山県久米郡にあった村。
現在の久米郡美咲町北、里、中、南に当たる。

## 沿革
- 1889年6月1日 - 町村制施行に伴い、久米北条郡山手公文北村、中山手里村、中山手奥村、山手公文南村が合併し、倭文西村となる。大字中山手里に役場を置く。
- 1900年4月1日 - 久米北条郡が久米南条郡と合併し、久米郡となる。
- 1953年4月1日 - 久米郡西川村、垪和村と合併、久米郡旭町となる。

## 地名の読み方
- 北 （きた）
- 里 （さと）
- 中 （なか）
- 中山手奥 （なかやまておく）
- 中山手里 （なかやまてさと）
- 南 （みなみ）
- 山手公文北 （やまてくもんきた）
- 山手公文南 （やまてくもんみなみ）

## 現在の様子

### 郵便番号
- 709-3401 久米郡美咲町北
- 709-3402 久米郡美咲町南
- 709-3403 久米郡美咲町里
- 709-3407 久米郡美咲町中

709-340×の残りの番号は津田村、西川村を参照。

### 教育
旧村内に現在教育機関なし

### 交通

#### 鉄道
旧村内を走る鉄道及びその駅なし

#### 道路

##### 高速道路
旧村内を走る高速道路なし

##### 国道
- 国道429号

##### 県道
- 主要地方道

旧村内を走る主要地方道なし
- 一般県道
  - 岡山県道341号坪井下栃原線
  - 岡山県道370号江与味上河内線
  - 岡山県道374号中西川線

### 河川・山岳

#### 河川
- 通谷川
- 松田川

### 名所・旧跡・観光スポット・祭事・催事
- まきばの館

### 寺院・神社

#### 寺院
- 江原寺

#### 神社
- 刀八神社
- 八幡神社

## その他
旭町として合併後の6月、大字山手公文北を北、大字中山手里を里、大字中山手奥を中、大字山手公文南を南と改称。
旭町になった各村も同時に多くの改称があるが、その中でも倭文西村は、すべての大字が改称し、一部省略の形で全域1文字の大字へと変わっている。
なお、旧旭町域は落合町大字吉の一部を編入して、西としたが、上記のように、北、南は本来は山手公文の北、南であり、全く無関係ではあるが、位置関係上は必ずしも不自然ではない並びとなっている。